# Andrea Eisenhut

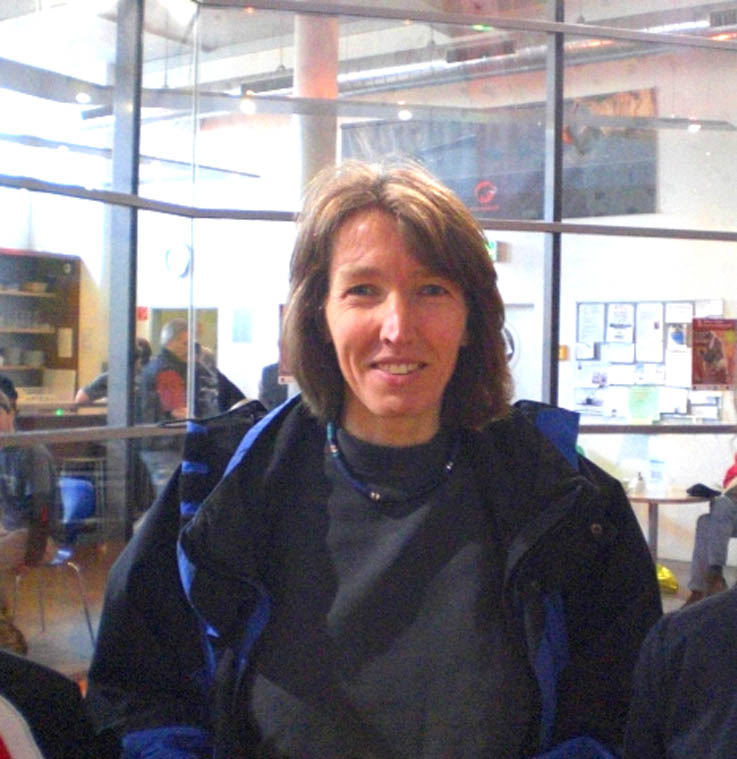
Andrea Eisenhut

Andrea Eisenhut (* 25. Mai 1961 in München) ist eine deutsche Sportkletterin und Sportwissenschaftlerin. 

## Karriere
Andrea Eisenhut begann im Alter von 16 Jahren mit dem Sportklettern. Sie war die erste Frau in Deutschland, die sich in der nationalen Leistungsspitze im Sport- und Wettkampfklettern etablieren konnte. 1982 kletterte sie als erste Deutsche die Route Separate Reality im Yosemite Valley (5.12a amerikanische Skala) und 1984 als erste Frau das Münchner Dach im Altmühltal (IX-).
Nach ihrer Erstbegehung von Apokalypse (IX) im oberen Donautal wurde diese Route eine der maßgeblichen Sportkletterrouten Mitte der 1980er Jahre. Im Alpinen Klettern machte Andrea Eisenhut ebenfalls auf sich aufmerksam; neben vielen klassischen Routen gelang ihr die dritte Rotpunktbegehung der Cassin-Führe in der Westlichen-Zinne-Nordwand in den Sextener Dolomiten (VIII-) und eine frühe Rotpunkt-Begehung der Pilustro-Route am Tofana in den Dolomiten (VII+).
1991 erkämpfte sich die Sportstudentin bei den Deutschen Meisterschaften Platz 1. Mit Begehungen der Route Iratechnokratie im Frankenjura und der Route Die letzte Sau am Schleierwasserfall im Kaisergebirge drang sie als erste deutsche Kletterin in den Bereich des zehnten UIAA-Schwierigkeitsgrades vor.

## Leben
Heute ist Andrea Eisenhut Dozentin für Trainingslehre an der Technischen Universität München. Sie veröffentlichte mehrere Bücher zum Thema Trainingslehre. Mittlerweile hat sich Andrea komplett aus dem professionellen Wettkampfgeschehen zurückgezogen und widmet sich in ihrer Freizeit wieder dem Alpinismus. Andrea Eisenhut ist Mutter eines Sohnes und lebt in Kaufbeuren.

## Erfolge im Alpinklettern
- 1980: Vinatzer-Messner-Route (6-) an der Marmolata-Südwand
- 1980: Schmuck-Kamin (6) an der Fleischbank-Ostwand
- 1981: Pilastro-Route (7+) an der Tofana-Südwand
- 1981: Comici-Route (7) an der Große-Zinne-Nordwand
- 1981: Rebitsch-Spiegl-Route (7-) an der Fleischbank-Ostwand
- 1982: Bayrischer Traum (8) an der Schüsselkarspitze-Südwand
- 1982: Engländerführe (7-) an der Blaitière-Westwand
- 1982: Contamine-Führe (7+) an der Midi-Südwand
- 1982: Südostverschneidung (7+) an der Fleischbank
- 1982: Hasse-Brandler-Route (7) an der Rotwand-Südwestwand
- 1982: Aste-Susatti-Route (6) an der Civetta-Nordwestwand

## Erfolge im Sportklettern
- 1992: 5. Platz lead bei den Masters Chambéry
- 1991: 1. Platz Deutsche Meisterschaft
- 1991: 1. Platz Deutscher Sportklettercup Köln
- 1991: 1. Platz beim 3. Frankenjura Cup Nürnberg
- 1991: 5. Platz Speedklettern UIAA Weltmeisterschaften Frankfurt am Main
- 1991: 4. Platz lead: UIAA Weltcup Clusone/Italien
- 1991: 1. Platz Deutscher Sportklettercup Dresden
- 1991: 1. Platz Deutscher Sportklettercup Bayreuth
- 1991: 1. Platz Deutscher Sportklettercup Rosenheim
- 1990: 1. Platz Internationale Fränkische Sportklettermeisterschaft